# Elliott Charles
Elliott Charles, född 1 april 1990, är en engelsk fotbollsspelare. Anfallare i Dover Athletic.
Skrev på ett proffskontrakt med klubben i maj 2008. Är den yngsta spelaren någonsin från PROTEC att skriva proffskontrakt. Gjorde under säsongen 2007/08 hela 20 mål för PROTEC:s U18-lag.